# إريك بيرغمان
إريك بيرغمان (بالفنلندية: Erik Bergman) هو موزع وملحن فنلندي، ولد في 24 نوفمبر 1911 في نوكارلبي ‏ في فنلندا، وتوفي في 24 أبريل 2006 في هلسنكي في فنلندا.

## وصلات خارجية
- إريك بيرغمان على موقع IMDb (الإنجليزية)
- إريك بيرغمان على موقع مونزينجر (الألمانية)
- إريك بيرغمان على موقع ميوزك برينز (الإنجليزية)
- إريك بيرغمان على موقع أول ميوزيك (الإنجليزية)
- إريك بيرغمان على موقع ديسكوغز (الإنجليزية)
- إريك بيرغمان على موقع قاعدة بيانات الفيلم (الإنجليزية)